# Saint-Benoît, Ain

Saint-Benoît este o comună în departamentul Ain din estul Franței.

## Locuri

### În aglomerarea urbană
- Cascada Glandieu